# Wakacje rodziny Johnsonów
Wakacje rodziny Johnsonów (ang. Johnson Family Vacation) – amerykańska komedia z 2004 roku w reżyserii Christophera Erskina.

## Fabuła
Rodzina Johnsonów przechodzi kryzys. Nieporozumienia i konflikty doprowadzają do tego, że Dorothy (Vanessa Williams) wraz z córkami, Nikki (Solange Knowles) i Destiny (Gabby Soleil), wyprowadza się z domu. Nate (Cedric the Entertainer) – ojciec rodziny – zostaje w opustoszałym mieszkaniu razem z synem D.J.'em (Bow Wow). Aby ratować małżeństwo, wymyśla wyjazd na spotkanie rodzinne w Caruthersville w Missouri. Dorothy zgadza się na to i rodzina pakuje walizki. Od początku jednak los działa na niekorzyść Nate’a.

## Obsada
- Cedric the Entertainer jako Nate Johnson/Wujek Earl
- Bow Wow jako Divirnius James 'D.J.' Johnson
- Vanessa Williams jako Dorothy Johnson
- Christopher B. Duncan jako Stan
- Solange Knowles jako Nikki Johnson
- Shannon Elizabeth jako Chrishelle Rene Boudreau
- Gabby Soleil jako Destiny Johnson
- Steve Harvey jako Mack Johnson
- Aloma Wright jako Glorietta Johnson
- Jason Momoa jako Navarro
- Jennifer Freeman jako Jill
- Jeremiah Williams Jr. jako Kuzyn Bodie
- Lee Garlington jako Betty Sue
- Lorna Scott jako Gladys
- Philip Daniel Bolden jako Mack Jr.
- Rodney B. Perry jako Kuzyn Lump
- Shari Headley jako Jacqueline
- Tanjareen Martin jako Tangerine